# Suore figlie della Vergine
Le Suore Figlie della Vergine o, in kinyarwanda, Benebikira (in francese Filles de la Vierge) sono un istituto religioso femminile di diritto pontificio: i membri di questa congregazione pospongono al loro nome la sigla B.B.

## Storia
L'istituto venne fondato dal vescovo francese Jean-Joseph Hirth (1854-1931), della congregazione dei Missionari d'Africa, dal 1912 vicario apostolico di Kivu (la cui giurisdizione si estendeva al Ruanda).
Con l'aiuto della Suora Bianca Ignazia di Loyola, nel 1912 organizzò un'associazione di donne indigene ruandesi per le opere di apostolato e il 25 marzo 1919 alcune sodali emisero privatamente i voti di religione; il successore di Hirth, Léon-Paul Classe, il 25 giugno 1935 ottenne il permesso dalla congregazione di Propaganda Fide a elevare la pia unione in congregazione religiosa e il 15 agosto 1936 firmò il decreto di erezione dell'istituto.
Il 24 gennaio 1953 le suore Benebikira elessero la loro prima superiora, divenendo definitivamente autonome dalle Suore Bianche.

## Attività e diffusione
Le Figlie della Vergine si dedicano alla formazione dei catecumeni e alla preparazione dei fanciulli ai sacramenti, all'istruzione e all'educazione cristiana della gioventù, alla direzione di asili, case di riposo e dispensari.
Oltre che in Ruanda, sono presenti in Burundi, Repubblica Democratica del Congo, Kenya e Uganda; la sede generalizia è a Butare, in Ruanda.
Al 31 dicembre 2008 la congregazione contava 361 religiose in 59 case.